# Hugo Caminos
Hugo Caminos (* 16. März 1921 in Buenos Aires; † 8. Dezember 2019) war ein argentinischer Hochschullehrer für Völkerrecht. Er war von 1996 bis 2011 Richter am Internationalen Seegerichtshof.
Nach seinem Studium in Buenos Aires und den Universitäten Columbia in New York und Berkeley in Los Angeles wurde Hugo Caminos 1963 Professor für Völkerrecht an der Universidad de Buenos Aires, an der er bis 1988 lehrte. In dieser Zeit war er zudem Berater des argentinischen Außenministeriums, Dozent an der Haager Akademie für Völkerrecht und argentinischer Botschafter in Brasilien. 
Während seiner Amtszeit als Richter am Internationalen Seegerichtshof in Hamburg war er von 1997 bis 1999, 2002 bis 2005 und von 2008 bis 2011 Vorsitzender Richter der Kammer für Fischereistreitigkeiten.

## Publikationen (Auswahl)
- Some considerations on harmonization of preexisting 200 mile territorial sea claims in Latin America with part V of the United Nations Convention on the Law of the Sea. In: Volkmar Götz (Hrsg.): Liber amicorum Günther Jaenicke – zum 85. Geburtstag. Springer, Berlin [u. a.] 1998, ISBN 3-540-65125-X, S. 465.
- Law of the sea. Aldershot, Dartmouth 2001, ISBN 1-84014-090-9.
- Categories of international straits excluded from the transit passage regime under part III of the United Nations Convention on the Law of the Sea. In: Tafsir Malick Ndiaye, Rüdiger Wolfrum (Hrsg.): Law of the sea, environmental law and settlement of disputes: liber amicorum Judge Thomas A. Mensah. Nijhoff, Leiden 2007, ISBN 978-90-04-16156-6, S. 583.